# ギ・ボラット
ギ・ボラット（Gui Boratto、本名：ギリェルメ・ボラット、1974年 - ）は、ブラジルの電子音楽プロデューサー。1990年代には、ユーロダンスのグループ、セクト（Sect）のメンバーを務めていた。
デビュー・ソロ・レコード『クロモフォビア』は、『Mixmag』誌で月間アルバムに選ばれた。その後、6枚のフル・アルバムや、多数のEPとシングルをリリースしている。
ボラットは、コンパクトが配給するレコードレーベル「D.O.C.」を所有している。最初に契約したアーティストは、ブラジルのエレクトロニック・デュオ「Elekfantz」である。
ステージでは、Ableton Live、JazzMutant Lemur、monome、Akai APC40を搭載したラップトップを使用している。ゲスト・ギタリストを招いて演奏することもある。

## ディスコグラフィ

### スタジオ・アルバム
- 『クロモフォビア』 - Chromophobia (2007年)
- 『テイク・マイ・ブレス・アウェイ』 - Take My Breath Away (2009年)
- III (2011年)
- The K2 Chapter (2013年)
- 『アバポル』 - Abaporu (2014年)
- 『ペンタグラム』 - Pentagram (2018年)[6]
- Backstage (2020年)[6]

### EP
- Twiggy (2005年)
- Sunrise (2006年)
- Beluga (2006年)
- Like You (2006年)
- Division (2006年)
- It's Majik (2006年)
- Atol (Remixes) (2007年)
- Royal House (2007年)
- The Rivington EP (2007年)
- Eurasia (2007年)
- The Rivington Remixes (2008年)
- Atomic Soda (2008年)
- Notations (2009年)
- Azzurra (2010年)
- This Is Not the End Remixe (2012年)

### 主なシングル
- "Arquipélago" (2005年)
- "Speicher 38" (2006年)
- "Brazilian Soccer – Edition (Paralelo, Tipologia)" (2006年)
- "Sozinho" (2006年)
- "Gate 7" (2006年)
- "Chromophobia Remixe, Pt. 1" (2007年)
- "Chromophobia Remixe, Pt. 2" (2007年)
- "Speicher 55" (2007年)
- "Tales from the Lab" (2008年)
- "No Turning Back" (2009年)
- "The Drill" (2011年)
- "Too Late" (2013年)
- "Take Control" (2014年)
- "Animal Machine" (2015年)
- "Drink in Paris" (2023年)
- "Déjeuner Sur L'Herbe" (2023年)